# グルトフュレル41
グルトフュレル41（独：Gurtfüller 41）とは、ドイツ国防軍が開発、採用した機関銃携帯用装弾器。

## 概要
ドイツ軍では機関銃弾は、支給された段階では保弾板のように弾帯ベルトに弾が装填されているわけではなかった。支給された段階から使用する部隊自身で弾丸を弾帯に装填しなければならないと言う欠点が生じ、それを迅速に果たすためにグルトフュレル34が開発され配備がなされた。しかし、後述のようにさまざまな欠点が生じていたため、それら欠点を改善したのがグルトフュレル41である。

## 仕組み
レバーを押すと、弾帯が回転するとともに、弾を保持した部位が押し込まれる。この器具はグルトフュレル34(以下先代)の1発装填よりも迅速に2発ずつ装填することができた。先代の欠点は、平らな場所に固定して使うよう想定されていたが、それらの点は野外では全く期待できず支障がでる虞があった。加えて重量があり、持ち運びも不便であったため、グルトフュレル41で軽量化・平らな場所ならどんな場所でも使える・装填数等改善することとなったのである。
なお、装弾器が無い場合は、将兵総出で人の手で装填をしなければならなかった。実際にそのときの写真が今にも残っている。